# El violinista a la teulada
El violinista a la teulada (títol original en anglès Fiddler on the Roof) és una pel·lícula musical del 1971, dirigida per Norman Jewison i basada en una obra de teatre homònima, que explica la vida d'un lleter jueu pobre que viu a l'opressiva Rússia tsarista de principis del segle xx.
El film va guanyar 3 Oscars i va ser nominat en vuit categories.
Ha estat doblada al català.

## Argument

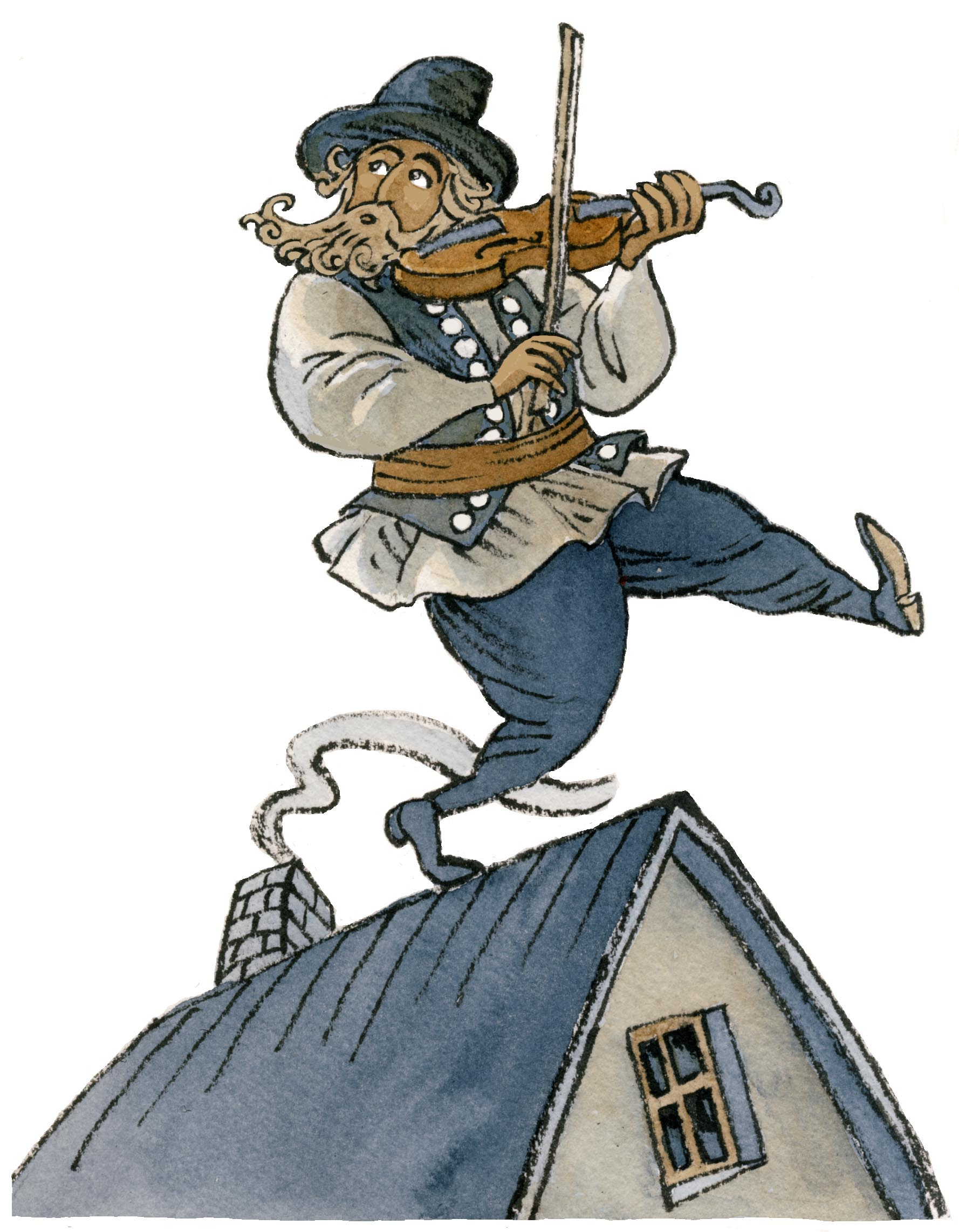
il·lustració d'un violinista en un terrat

Tevye, lleter d'un petit poble del Sud d'Ucraïna i pare d'una família jueva, intenta desesperadament casar les seves cinc noies; però aquestes només fan cas al seu cap, desitjoses de casar-se per amor.

## Cançons
La cançó més cèlebre d'aquesta comèdia musical és If I Were a Rich Man (Ah, si fos ric!), represa i adaptada nombroses vegades.
- Pròleg: Tradició
- Matchmaker
- Sabbath Prayer
- To Life (A la vida)
- Tevye's Monologue
- Miracle of Miracles
- Tevye's Dream (El somni de Tevye)
- Sunrise, Sunset
- Now I Tall Everything
- Tevye's Rebuttal
- Do You Love me? (M'estimes)
- The Rumor
- Far From the Home I Love
- Chaveleh (Little Bird)
- Anatevka
- The Leave Taking

## Repartiment
- Chaim Topol: Tevye
- Norma Crane: Golde
- Leonard Frey: Motel Kamzoil
- Molly Picon: Yente
- Paul Mann: Lazar Wolf
- Rosalind Harris: Tzeitel
- Michèle Marsh: Hodel
- Neva Small: Chava
- Paul Michael Glaser: Perchik
- Raymond Lovelock: Fyedka
- Elaine Edwards: Shprintze
- Candy Bonstein: Bielke
- Shimen Rushkin: Mordcha
- Zvee Scooler: Rabbi
- Louis Zorich: Constable

## Premis i nominacions

### Premis
- 1972: Oscar a la millor fotografia per Oswald Morris
- 1972: Oscar a la millor banda sonora per John Williams
- 1972: Oscar al millor so per Gordon K. McCallum i David Hildyard
- 1972: Globus d'Or a la millor pel·lícula musical o còmica
- 1972: Globus d'Or al millor actor musical o còmic per Topol

### Nominacions
- 1972: Oscar a la millor pel·lícula
- 1972: Oscar al millor actor per Topol
- 1972: Oscar al millor actor secundari per Leonard Frey
- 1972: Oscar a la millor direcció artística per Robert F. Boyle, Michael Stringer i Peter Lamont
- 1972: Oscar al millor director per Norman Jewison
- 1972: Globus d'Or al millor director per Norman Jewison
- 1972: Globus d'Or al millor actor secundari per Paul Mann
- 1972: BAFTA a la millor fotografia per Oswald Morris
- 1972: BAFTA al millor muntatge per Antony Gibbs i Robert Lawrence
- 1972: BAFTA a la millor música per Les Wiggins, David Hildyard i Gordon K. McCallum